# Theodor von Scheve
Theodor von Scheve (11 de juny de 1851 – 19 d'abril de 1922), fou un jugador i escriptor d'escacs alemany de Prússia, actiu en torneigs entre 1880 i 1911.

## Biografia
Von Scheve havia nascut a Cosel, que llavors formava part de la província de Silèsia del Regne de Prússia. Era oficial de l'exèrcit, i va viure a Breslau, on hi fou cofundador de la Schachverein Breslau Anderssen, i posteriorment a Berlín, on va participar de l'extraordinari ambient escaquístic de la ciutat, i hi va jugar molts torneigs locals. Va morir a Patschkau.

## Resultats destacats en competició

### Els inicis: torneigs locals, a Berlín
En torneigs locals a Berlín, el 1881, fou 3r, rere Berthold Lasker i Siegbert Tarrasch, i posteriorment fou 2n, rere Curt von Bardeleben; el 1883 empatà als llocs 6è-8è (el campió fou Hermann von Gottschall); el 1887 fou segon, rere Max Harmonist, i posteriorment fou 8è (el campió fou Paul Klemens Seuffert); fou segon al Quadrangular de 1889; i empatà dos cops als llocs 3r-4t el 1890 i el 1891/92 (el campió fou Horatio Caro), fou 3r el 1893, guanyà el 1894, fou primer el 1898/99, i empatà als llocs 2n-3r el 1899/1900.
Scheve va empatar dos matxs, contra Carl August Walbrodt (+4 –4 =2) i contra Curt von Bardeleben (+4 –4 =4) a Berlín el 1891.

### Torneigs internacionals
Scheve fou primer, amb S. Löwenthal, a Frankfurt 1884. Empatà als llocs 17è-18è a Frankfurt 1887 (5è Congrés de la DSB, el campió fou George Henry Mackenzie); fou 4t a Leipzig 1888 (els campions foren von Bardeleben i Fritz Riemann); empatà als llocs 7è-9è a Manchester 1890 (6è Congrés de la BCA, el campió fou Tarrasch); empatà als llocs 11è-13è a Dresden 1892 (7è Congrés de la DSB, el campió fou Tarrasch); i fou 18è a Leipzig 1894 (8è Congrés de la DSB, el campió fou Tarrasch).
La seva millor actuació internacional fou el 3r-4t lloc al Torneig de Montecarlo 1901 (el campió fou Dawid Janowski). Fou 3r al quadrangular de Paris 1902; empatà als llocs 4t-5è a Viena 1902 (els campions foren Janowski i Heinrich Wolf); fou 17è a Montecarlo 1902 (el campió fou Géza Maróczy); fou 5è al torneig temàtic del gambit Rice, a Montecarlo 1904 (els campions foren Frank James Marshall i Rudolf Swiderski); empatà als llocs 7è-8è a Berlín 1907 (Jubiläumturnier, el campió fou Richard Teichmann); empatà als llocs 23è-24è a Oostende (Torneig B, els campions foren Ossip Bernstein i Akiba Rubinstein); empatà als llocs 8è-9è a San Remo 1911 (el campió fou Hans Fahrni), i empatà als llocs 10è-11è a Berlín 1917 (els campions foren Walter John i Paul Johner).

### Rànquing mundial
El seu millor rànquing Elo s'ha estimat en 2669 punts, el gener de 1902, moment en què tenia 50 anys, cosa que el situaria en desè lloc mundial en aquella data. Segons chessmetrics, va ser el desè millor jugador mundial en 11 diferents mesos, entre el maig de 1891 i el gener de 1902.

## Escriptor
Va escriure un assaig de filosofia relacionat amb els escacs: Der Geist des Schachspiel (L'esperit dels escacs), (Berlín 1919).